# Digitaria gymnostachys
Digitaria gymnostachys là một loài thực vật có hoa trong họ Hòa thảo. Loài này được Pilg. mô tả khoa học đầu tiên năm 1942.